# Pachycephala modesta
El silbador modesto (Pachycephala modesta) es una especie de ave paseriforme de la familia Pachycephalidae.

## Distribución geográfica y hábitat
Es endémica de Nueva Guinea, Papúa Nueva Guinea. Su hábitat natural son los bosques montanos húmedos subtropicales o tropicales.

## Subespecies
Se reconocen las siguientes según IOC:
- P. m. hypoleuca: este y centro de Nueva Guinea.
- P. m. modesta: sudeste de Nueva Guinea.
- P. m. telefolminensis: centro de Nueva Guinea.